# Čuodjavárjávri
Čuodjavárjávri eller Tsuodjavarjavri eller Tshuodjavärjävri är en sjö i Finland. Den ligger i kommunen Utsjoki i landskapet Lappland, i den norra delen av landet, 1 100 km norr om huvudstaden Helsingfors. Čuodjavárjávri ligger 303 meter över havet. Arean är 51,7 hektar och strandlinjen är 4,61 kilometer lång. Sjön  ingår i Tana älvs huvudavrinningsområde.   Omgivningarna runt Čuodjavárjávri är i huvudsak ett öppet busklandskap.